# 瑟尔奈宁

瑟尔奈宁区在赫尔辛基的位置

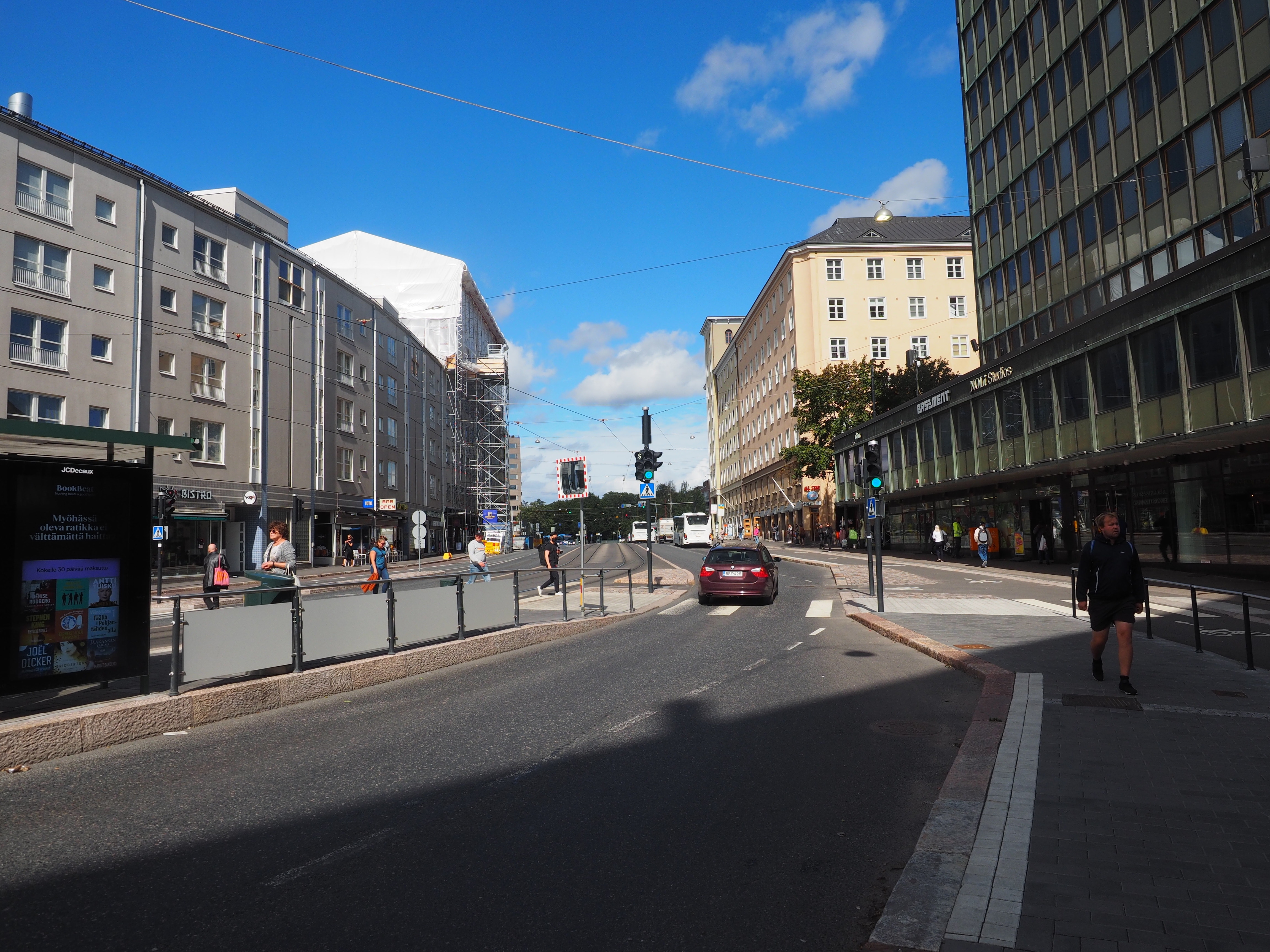
街景

瑟尔奈宁（芬蘭語：Sörnäinen），是芬兰首都赫尔辛基的第十号市区，位于城区东部，居民数量约为7,000人（2008年）。
瑟尔奈宁以前曾是有很多船运公司及仓库的工业区，现在则成为一个居住区。市区内有两个地铁站。

## 辞源
该市区的芬兰语名字源自其瑞典语名字，意思为“南海岬”或“南半岛”。